# Monasterio Chhairo
El Monasterio Chhairo fue el primer monasterio de la escuela Nyingma del budismo tibetano fundado en el Alto Mustang. Fue fundado en el siglo XVI y forma parte del actual distrito de Mustang en Nepal.
El pueblo y el monasterio están ubicados en la histórica ruta del comercio de la sal y la población tanto del Monasterio de Chhairo como del pueblo de Chhairo cayó en declive cuando China cerró su frontera con Nepal en la década de 1960 para restringir el movimiento de los activistas pro-tibetanos; y nuevamente recientemente debido a preocupaciones de seguridad durante los Juegos Olímpicos de 2008.
Los últimos monjes restantes abandonaron el monasterio en la década de 1970 y en 1981 solo cuatro monjas se hacían cargo del monasterio. En algún momento entre 1981 y la década de 1990, la gestión del Monasterio Chhairo quedó totalmente en manos de la aldea de Chhairo.
Desde mediados de la década de 2000 se han llevado a cabo esfuerzos para reconstruir el complejo principal del monasterio. Este trabajo se limita al monasterio, la sala del santuario de Padmasambhava y las habitaciones principales que forman un patio alrededor de estos. El complejo más grande del monasterio, con habitaciones para monjes, visitantes, peregrinos y sus caballos, permanece en ruinas al este.

## Nombre y ubicación
El monasterio Tashi Shagagh Jyochen Chhoyokhor, conocido localmente como monasterio Chhairo, monasterio Chandanbari e históricamente como monasterio Tsérok, está situado en el distrito Mustang, comité de desarrollo de la aldea Marpha (VDC), barrio n.º 9, aldea Chhairo, en la región de desarrollo occidental, en Nepal, a 2680 metros.
Se encuentra a unos 20 minutos a pie al sur de la ciudad de Marpha en la ruta de senderismo de Annapurna desde Pokhara a Jomsom en la zona de Dhaulagiri, en la margen izquierda del río Kali Gandaki, al que se llega por un pequeño puente peatonal desde la carretera principal al sur de Marpha, y a aproximadamente 1,5 horas a pie al norte de la aldea Tukuche, señalizado hacia Chimang.

## Estructura

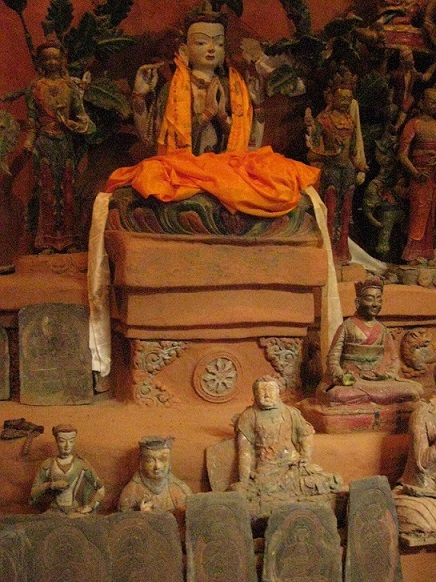
Santuario de Buda Gautama en el monasterio.

El complejo sigue las estructuras tradicionales de techo plano de la región de Mustang con paredes de piedra y consta de un patio del templo, las dependencias del lama principal, la cocina y las dependencias de los monjes y los establos.

### Patio principal
El recinto del templo tiene dos salas religiosas: la sala principal del santuario y la capilla Padmasambhava, más pequeña y adyacente; ambas dan hacia el interior, a un patio pavimentado con pizarra, que estaba delimitado en los otros tres lados por galerías de dos pisos donde los visitantes podían ver la danza Cham. Solo las galerías del norte siguen en pie.
La sala principal del santuario se eleva por encima de las estructuras restantes y está coronada por una pequeña linterna central que proporciona la única fuente de luz natural.
La capilla de Padmasambhava (Sanga Choling) está inmediatamente adyacente al noreste y también está coronada por una pequeña linterna. Se cree que fue construida en el siglo XVIII por Lama Sangye. Esta sala del santuario actualmente también sirve como gyalpo desde que el gyalpo original se derrumbó. Actualmente, aquí se encuentran dos estatuas de las deidades guardianas.
Los muros de mampostería de piedra seca tienen aproximadamente un metro de espesor y una viga de madera de aproximadamente un metro debajo del techo actúa como un tirante. Los muros del Lhakhang y la sala del santuario que dan al patio están revestidos con barro, arcilla rojiza para el Lhakhang y arcilla blanca para la capilla.
Las ventanas y puertas son de estilo newari, influenciado por los artesanos de la zona de Thak. Están talladas modestamente, pero han sido pintadas en gran cantidad. Las tres ventanas superiores del Lhakhang incorporan detalles tibetanos estándar que crean los dinteles de las aberturas y están pintadas de negro. Las puertas del Lhakhang tienen perillas en relieve y están decoradas con inscripciones tibetanas. Se dice que un par de imágenes talladas fijadas en las jambas interiores de la puerta del Lhakhang son Dvarapala o guardianes del templo.

### Dependencias y cocina
Las estructuras que albergan las dependencias del lama principal y la cocina original encierran el patio. La zona de la cocina, en la esquina noreste del patio, estaba compuesta por tres habitaciones: una zona para cocinar y comer, un almacén y una habitación para lavar. Las dependencias adyacentes del lama principal estaban al mismo nivel, pero aprovechaban un terreno en pendiente y se construyeron como un piso superior sobre los establos a nivel del suelo.
Los muros exteriores siguen en general en buen estado, pero las dependencias del lama se habían derrumbado por completo. Las obras de restauración se completaron en 2012 y proporcionaron una sala de estar, un baño y una cocina para el lama, un área para dormir para los monjes jóvenes, así como habitaciones adicionales para los visitantes. El nuevo Gyalpo está situado en la parte superior de esta estructura y actualmente se está decorando.
Desde 2005, la cocina se encuentra en una habitación de una sola planta al oeste del patio.

### Cuarteles y establos
Los aposentos de los monjes y los establos están al este de los aposentos del lama y, en su mayor parte, se han derrumbado, aunque los muros de cimentación están prácticamente
intactos. Esta parte del complejo originalmente constaba de dos patios abiertos divididos por un muro central que corría de este a oeste. El muro dividía el espacio en dos patios separados, aproximadamente cuadrados, de 20 por 20 metros.
La sección norte es una estructura de una sola planta construida sobre un terreno más alto. Una pasarela interior de piedra y tierra dentro del patio norte proporcionaba espacio para que los ocupantes se sentaran fuera de sus aposentos. El complejo del patio sur está construido sobre un terreno más bajo y, en general, tiene dos pisos, lo que permite espacio para el ganado en el piso inferior y espacio para las habitaciones en el nivel superior. Los pisos eran de tierra apisonada con vigas de madera y tablones colocados encima. Aunque esta sección del complejo es la más deteriorada, es la sección más adecuada para el desarrollo y la posible expansión.

## Reconstrucción

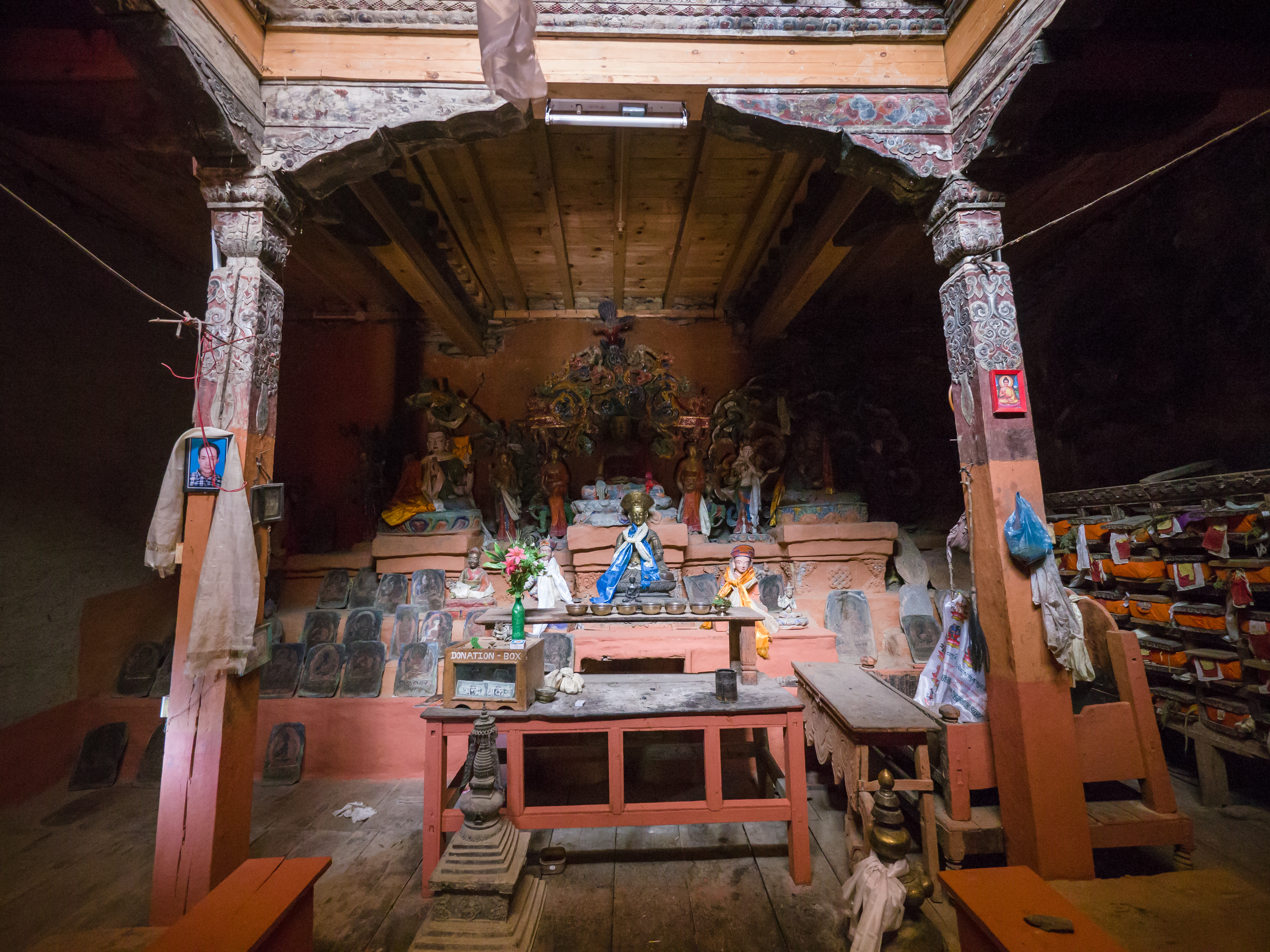
Dentro del monasterio.

### Cuerpo
En respuesta a las primeras rebeliones tibetanas contra la ocupación china, el gobierno chino cerró la frontera entre Nepal y el Tíbet en los pasos de Mustang. Los cambios en la demanda de bienes y la apertura de rutas y modos de transporte alternativos afectaron aún más las rutas comerciales históricas y el monasterio perdió cada vez más influencia. Con el tiempo, el uso comunitario también disminuyó a medida que la población local se fue mudando en busca de trabajo y medios de vida alternativos. Como sucedió con muchas estructuras religiosas de la región, no quedaron monjes en Chhairo y el lugar quedó en manos de cuidadores locales que solo pudieron mantener las salas centrales del santuario y el patio.
Reconociendo la importancia más amplia del monasterio en el establecimiento de la secta Nyngma en Thak, con motivo del Lhaphew anual número 12, celebrado en 1992, una delegación de Chhairo visitó Subba Tek Narsingh Bhattachan, una familia adinerada y mecenas de mucho tiempo, en Tukuche para solicitar ayuda para restaurar el monasterio.
Inspirados por los relatos de sus antepasados sobre Tukche y Chhairo en su antigua gloria y su fuerte herencia arquitectónica y religiosa, y estimulados y alentados por Sashi Dhoj Tulachan, su líder religioso, parte de la generación más joven está interesada en reparar y conservar el complejo, revitalizando la comunidad y rehabilitando el tejido en desintegración de Tukche a través de diversas actividades asociadas.
Se formó el Comité de Reconstrucción y Mantenimiento de Chhairo, que procedió a recopilar información sobre el estado legal de las estructuras y propiedades del monasterio, así como a determinar el alcance de las obras que serían necesarias.
En el año 1997 se habían recaudado fondos y se solicitó asesoramiento técnico sobre conservación, lo que permitió contratar a una firma de arquitectura para realizar un estudio preliminar y desarrollar el alcance y la estimación de la reconstrucción.
Desde 2004, la reconstrucción ha sido apoyada por RWI, anteriormente conocida como CRTP.

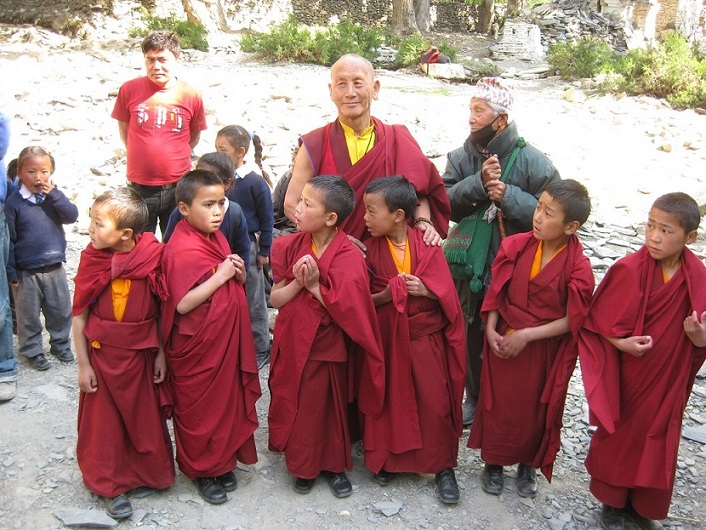
Lama Shashi + Monjes de Yoga.

### Alma
En 2012, el monasterio se convirtió en el hogar de seis niños de entre 7 y 11 años de los distritos de Jumla y Dolpa de la Región de Desarrollo del Medio Oeste de Nepal, que se formarán para ser monjes. Desde 2012 hasta 2013 asistieron a la educación general en la escuela primaria del campamento tibetano adyacente, donde aprendieron nepalí, tibetano e inglés.
La comunidad local sigue participando en las decisiones sobre la dirección y el alcance de las labores de reconstrucción. El lama actual, Shashi Dhoj Tulachan, dirige la interacción con el arquitecto y los grupos de voluntarios, junto con su hermano, Chakra Tulachan. Los habitantes de Chhairo trabajan como albañiles, carpinteros y trabajadores, así como cuidadores del lhakang y el gyalpo y cocineros y cuidadores de los seis monjes jóvenes en formación.
En las vacaciones de 2013-2014 comenzaron estudios monásticos más regulares bajo la guía de Lopen Sonam, y posteriormente fueron a Pokhara para trabajar en una nueva generación de monjes para servir.

## Planes de restauración
En la actualidad existe un plan de restauración compuesto de tres fases.
- Paso A: Reparaciones de emergencia y rehabilitación del recinto del templo.
- Paso B: Recrear lo más fielmente posible el diseño y la apariencia originales de los aposentos y las cocinas del lama principal, al tiempo que se mejoran y modernizan los alojamientos.
- Paso C: Reconstruir los cuartos y establos de los monjes para desarrollarlos como un centro de formación para las artes budistas.

Los planes a largo plazo prevén convertir las áreas de los establos en espacios habitables, que proporcionen alojamiento a los monjes. Las estructuras que rodean el patio norte podrían utilizarse como aulas y estudios para la formación en arte budista, como lugar de retiro budista o como centro de artesanía para ayudar a revitalizar la economía local.